# Paulien Couckuyt
Paulien Couckuyt (Antwerpen, 19 mei 1997) is een Belgische atlete, die gespecialiseerd is in de sprint en het hordelopen. Zij werd in 2019 Europees kampioene U23 en nam tweemaal deel aan de Olympische Spelen.

## Biografie
Couckuyt werd in 2019 op de 4 x 400 m geselecteerd voor de Europese indoorkampioenschappen in Glasgow. Ze kwam als reserve niet in actie. Later nam ze wel deel aan de IAAF Relays in Yokohama. Met een tweede plaats in de B-finale zorgde ze mee voor de kwalificatie voor de wereldkampioenschappen later dat jaar in Doha. In juli dat jaar werd ze op de 400 m horden Europees kampioene bij de beloften (U23) in Gävle. Ze won in 56,17 s, een persoonlijk record. Bij de wereldkampioenschappen in Doha werd ze op de 400 m horden uitgeschakeld in de reeksen. Op de 4 x 400 m kon ze zich met de Belgische estafetteploeg in een Belgisch record plaatsen voor de finale. In die finale werd een vijfde plaats behaald.
Eind mei 2021 kon ze zich op een meeting in Oordegem met een persoonlijk record van 55,37 s op de 400 m horden plaatsen voor de Olympische Spelen in Tokio. Twee weken later evenaarde ze op een meeting in Genève met een tijd van 54,95 s het 25 jaar oude Belgische record van Ann Mercken.
Dat Couckuyt zich goed had voorbereid op de Olympische Spelen in Tokio bleek op beide onderdelen waarop zij uitkwam. Op de 400 m horden verbeterde zij reeds in haar reeks het in juni door haar geëvenaarde nationale record door 54,90 voor zich te laten optekenen, waarna zij hier in haar halve finale nog eens flink wat afhaalde, want in 54,47 finishte zij als derde. Ze bereikte er de finale net niet mee. Op de 4 x 400 m behaalde zij vervolgens samen met haar teamgenotes de finale wel. Hierin eindigde het Belgische viertal als zevende in 3.23,96 en ook deze tijd betekende een Belgisch record.
Clubs
Couckuyt was aangesloten bij Atletiek Vereniging Kontich Aartselaar maar stapte over naar Vilvoorde Atletiek Club, waar ze traint onder leiding van Rudi Diels.

## Kampioenschappen

### Internationale kampioenschappen
| Onderdeel    | Titel                  | Jaar |
| ------------ | ---------------------- | ---- |
| 400 m horden | Europees kampioene U23 | 2019 |

### Belgische kampioenschappen
Outdoor
| Onderdeel    | Jaar       |
| ------------ | ---------- |
| 400 m horden | 2020, 2022 |

Indoor
| Onderdeel | Jaar |
| --------- | ---- |
| 400 m     | 2025 |

## Persoonlijke records
Outdoor
| Onderdeel    | Prestatie       | Datum           | Plaats  |
| ------------ | --------------- | --------------- | ------- |
| 400 m        | 52,98 s         | 8 augustus 2020 | Brussel |
| 400 m horden | 54,47 s (ex-NR) | 2 augustus 2021 | Tokio   |

Indoor
| Onderdeel | Prestatie | Datum            | Plaats           |
| --------- | --------- | ---------------- | ---------------- |
| 400 m     | 53,57 s   | 20 februari 2021 | Louvain-la-Neuve |

## Palmares

### 400 m
- 2020: 6e Memorial Van Damme - 53,08 s
- 2021: 4e Memorial Van Damme - 53,68 s
- 2025:  BK indoor AC - 53,58 s

### 400 m horden
- 2019:  EK U23 te Gävle - 56,17 s
- 2019:  BK AC - 55,46 s
- 2019: 6e in reeks WK in Doha - 57,15 s
- 2020:  BK AC - 56,14 s
- 2021: 3e in ½ fin. OS in Tokio - 54,47 s (NR) (54,90 = NR in reeksen)
- 2021: 7e Meeting de Paris - 56,36 s
- 2022:  BK AC - 55,30 s
- 2024:  BK AC - 54,94 s
- 2024: 4e in ½ fin. EK in Rome - 55,24 s
- 2024: 5e in ½ fin. OS in Parijs - 54,64 s

### 4 x 100 m
- 2013:  EYOF te Utrecht – 46,89 s

### 4 x 400 m
- 2019: 10e IAAF Relays in Yokohama - 3.30,69
- 2019: 5e WK in Doha - 3.27,15 (3.26,58 (NR) in reeksen)
- 2021: 7e World Athletics Relays in Chorzów - 3.37,66 (3.28,27 in reeksen)
- 2021: 7e OS - 3.23,96 (NR)

## Onderscheidingen
- 2019: Gouden Spike voor beste vrouwelijke belofte